# Георгій Каменський
Георгій Каменський (болг. Георги Каменски, нар. 3 лютого 1947, Софія) — болгарський футболіст, що грав на позиції воротаря. Усю футбольну кар'єру провів у софійському клубі «Левскі», в якому провів 8 років, став у складі команди триразовим чемпіоном Болгарії та триразовим володарем Кубка Болгарії.

## Клубна кар'єра
Георгій Каменський є вихованцем клубу «Левскі», в основній команді якої дебютував у 1964 році. З сезону 1969—1970 років став основним воротарем команди, в який виступав до 1972 року. Протягом виступів тричі ставав чемпіоном країни та тричі володарем Кубка Болгарії. Залучався до складу збірної Болгарії, проте в офіційних матчах так і не зіграв. Знаходився у складі збірної на чемпіонаті світу 1970 року, проте на поле не виходив.

## Титули і досягнення
- Чемпіон Болгарії (3):

«Левскі»: 1964–1965, 1967–1968, 1969–1970
- Володар Кубка Болгарії (3):

«Левскі»: 1966—1967, 1969—1970, 1970—1971